# Barão de Alegrete

Armas dos barões de Alegrete.

Barão de Alegrete é um título nobiliárquico criado por D. Pedro II do Brasil por decreto de 15 de novembro de 1846, a favor de João José de Araújo Gomes.
Titulares
1. João José de Araújo Gomes (1791–1862);
2. José Maria de Araújo Gomes (?–1891) – filho do anterior.